# 伊里奥特弗六世
伊里奥特弗六世，又译因提夫六世。是埃及第十七王朝的一位国王，他在位期间正值第二中间期，当时埃及有第十七王朝和埃及第十五王朝共存。